# Amir Bhatia
Amirali Alibhai "Amir" Bhatia, barone Bhatia (Tanganica, 18 marzo 1932 – Londra, 12 gennaio 2024), è stato un imprenditore e politico britannico.

## Biografia
Di religione musulmana ismailita, Amir Bhatia nacque nel Territorio del Tanganica il 18 marzo 1932. Studiò in Tanzania e in India, mentre nel 1972 si trasferì nel Regno Unito.
Amir Bhatia divenne presidente ed amministratore delegato di Forbes Campbell International tra il 1980 e il 2001. Fu cofondatore della Fondazione per le minoranze etniche, della quale fu anche presidente nel 2009, e contribuì alla creazione del Consiglio delle organizzazioni del settore volontario delle minoranze etniche. Ricoprì inoltre la carica di amministratore fiduciario di varie organizzazioni di beneficenza, tra cui la National Lottery e Oxfam.
Nel 1997 fu nominato Ufficiale dell'Ordine dell'Impero Britannico. Nel giugno del 2001 venne annunciata la sua nomina a pari a vita ed entrò all'interno della Camera dei lord come crossbencher, assumendo quindi il titolo di barone Bhatia.
Nel 2006 divenne presidente dell'organizzazione britannica Edutrust, dalla quale si dimise nel marzo 2009.
Nell'ottobre del 2010 venne sospeso dalla Camera dei lord a causa di uno scandalo sulle spese parlamentari del 2009. Rientrò in Parlamento otto mesi dopo, questa volta come membro non affiliato.
Ai sensi della legge della Camera dei lord del 2014, si dimise dal Parlamento il 7 novembre 2023. Amir Bhatia morì a Londra il 12 gennaio dell'anno seguente, all'età di 91 anni.

## Vita privata
Amir Bhatia si sposò nel 1954 con Nurbanu Amersi Kanji, con la quale ebbe tre figlie.